# Azorella compacta
La yareta o llareta (Azorella compacta Phil., 1891) è una pianta della famiglia delle Apiaceae originaria delle Ande.

## Distribuzione e habitat
Questa specie è presente nel Perù meridionale, in Bolivia, nel Cile settentrionale e nella parte nord-occidentale dell'Argentina.
Vive tra i 3000 e 5000 metri di quota.

## Usi
È stata intensamente sfruttata come combustibile domestico ed industriale.